# Dingy-en-Vuache
Dingy-en-Vuache è un comune francese di 621 abitanti situato nel dipartimento dell'Alta Savoia della regione dell'Alvernia-Rodano-Alpi.

## Società

### Evoluzione demografica
Abitanti censiti